# Sky Fits Heaven
Pistes de Ray of Light
Nothing Really Matters
(6) Shanti/Ashtangi
(8)
Sky Fits Heaven est une chanson du 7e album studio de Madonna, Ray of Light, dont elle est la septième piste.
Elle a été écrite et produite par Madonna et Patrick Leonard. La chanson contenait également une production supplémentaire de William Orbit et des interprétations lyriques du poème de 1992 du poète britannique Max Blagg, What Fits?.
Non crédité dans les notes officielles de l’album, le rôle de Blagg dans la chanson a fait l’objet de plusieurs publications remettant en question l’inspiration de Madonna derrière le morceau. Un remix a été créé par Sasha et Victor Calderone, et a été publié en tant que single promotionnel par Maverick et Warner Bros. le 2 octobre 1998.
Lors de sa sortie, divers critiques musicaux ont apprécié la production étendue d’Orbit sur « Sky Fits Heaven ».
Sur une liste des meilleurs non-singles de Madonna compilée par Idolator, le titre a été classé numéro neuf et acclamé par le critique Sal Cinquemani qui a apprécié son « crochet céleste ». Le remix de Sasha et Victor Calderone atteint la 41e place du classement Dance Club Songs de Billboard en novembre 1998, bien qu’il ne soit pas sorti en tant que single commercial.
« Sky Fits Heaven » a été joué lors du Drowned World Tour de Madonna en 2001, accompagné d’acrobates volants lors d’une séquence d’inspiration japonaise.

## Contexte
En 1992, l’œuvre du poète Max Blagg « What Fits? », a été utilisée dans des publicités pour Gap Inc., présentant une nouvelle ligne de jeans portés par l’actrice américaine Mädchen Amick. Le poème a également été utilisé dans les publicités pour Gap sur NBC. Après les avoir vus, Madonna a contacté Blagg pour obtenir la permission d’utiliser le poème dans son nouveau matériel musical. En composant son album Ray of Light en 1998, Madonna et Blagg ont conclu un accord qui permettrait à la chanteuse d’inclure des extraits de What Fits? dans sa chanson « Sky Fits Heaven »; en échange, Blagg ne recevrait aucun crédit. Les lignes en particulier: « Sky fits heaven so ride it / Child fits mother so hold your baby tight » seraient utilisées, à l’exception de la première ligne qui serait changée en « Sky fits heaven so fly it ».
Lors de sa sortie initiale sur Ray of Light, Daniel Frankel de E! News a remis en question les intentions de Madonna sur la piste, qu’il a trouvées extrêmement similaires au travail de Blagg; Frankel n’était pas au courant de l’accord conclu entre les deux.
George Rush et Joanna Molloy du New York Daily News ont rapporté l’incident pour la première fois le 12 mars 1998 et ont affirmé que « Madonna s’est occupée de la question collante du crédit en payant Blagg » et en laissant son nom hors des notes de l’album.
Francesca Chapman de Philly.com a résumé le rapport : « Les muses de Madonna vont de la Vierge Marie aux fournisseurs de porno, il n’est donc pas surprenant que sa dernière inspiration puisse provenir de... une annonce Gap ».

## Composition et paroles
« Sky Fits Heaven » a été écrit et produit par Madonna et Patrick Leonard, avec une production supplémentaire de William Orbit. Selon la partition publiée à Musicnotes.com par Alfred Publishing, « Sky Fits Heaven » est écrit dans la tonalité de ré majeur et est réglé dans la signature temporelle du temps commun avec un rythme de danse modérément rapide de 126 battements par minute. Les voix de Madonna vont de G3 à B♭4,menant une instrumentation d’un piano et d’une guitare. La chanson suit une séquence de base de Dm–Am/D–Dm–Am/D comme progression d’accords.
Selon Hrisztalina Hrisztova-Gotthardt et Melita Aleksa Varga dans leur livre Introduction to Paremiology (2015), la chanteuse et Leonard utilisent des pseudo-proverbes pour transmettre des messages généraux souvent exprimés par de « vrais proverbes » : « Les mains s’adaptent en donnant, alors faites-le / Si les casquettes s’adaptent, portez-les ».
Discutant plus en détail des thèmes religieux du morceau, Madonna a avoué l’inspiration entourant à la fois « Sky Fits Heaven » et « Shanti / Ashtangi »: 
« J’ai l’impression que d’en parler banalise. J’ai étudié la Cabale[sic], qui est l’interprétation mystique de la Torah. J’ai étudié le bouddhisme et l’hindouisme et j’ai pratiqué le yoga et évidemment je connais beaucoup de choses sur le catholicisme. Il y a des vérités indiscutables qui les relient toutes, et je trouve cela très réconfortant et gentil. Mon voyage spirituel est d’être ouvert à tout. Faites attention à ce qui a du sens, soyez absorbé. Pour moi, le yoga est la chose la plus proche de notre vraie nature. »
La chanson elle-même met en lumière la prière d’adoration orientale à travers une méthodologie personnelle et des liens spirituels entre elle et sa fille Lourdes, alors nouveau-née.
Paul Northup de Third Way a noté l’affirmation du chanteur selon laquelle « tous les chemins mènent à Dieu » dans les paroles: « Tout le monde n’est-il pas juste / Voyager sur sa propre route / Regarder les panneaux au fur et à mesure? ».

## Remixes et performances des graphiques
Les disc-jockeys Sasha et Victor Calderone ont été exclusivement chargés de produire un remix en partenariat pour « Sky Fits Heaven » en 1998.
Le « Sasha Remix » a été créé uniquement par le premier tandis que le plus connu Sasha et Victor Calderone mix a été composé dans le cadre d’une collaboration. Selon Calderone lui-même, il a dû restructurer toute la composition pour que le remix fonctionne correctement. Aucun des deux musiciens n’a pu rencontrer personnellement Madonna dans le cadre de ce travail, ce que Sasha a trouvé plus pressant. Calderone inclura plus tard le remix finalisé, en plus des remixes pour Frozen et Ray of Light sur un CD démo publié par Sony Music le 2 octobre 1998.
Comme il n’a pas été publié en tant que single commercial ou envoyé à la radio, « Sky Fits Heaven » n’a pas pu apparaître sur les ventes Billboard ou les charts de diffusion. Cependant, la « version Remix de Sasha et Victor Calderone » a réussi à apparaître sur le classement Dance Club Songs de Billboard en 1998. Le remix lui-même n’avait été publié que dans les clubs et n’était pas physiquement disponible à l’achat; cependant, la version susmentionnée et le Sasha Remix sont apparus en tant que coupes de face B sur la sortie vinyle sélectionnée de son single de 1998 Drowned World / Substitute for Love, et le CD single respectif sorti au Royaume-Uni et au Japon.
« Sky Fits Heaven » a fait ses débuts dans les charts pour la semaine se terminant le 24 octobre 1998, à la 45e place. La piste a atteint sa position maximale à la 41e place et a duré trois semaines supplémentaires dans les charts avant de partir dans son total de la sixième semaine à la position inférieure à la 50e place,.

## Réception critique

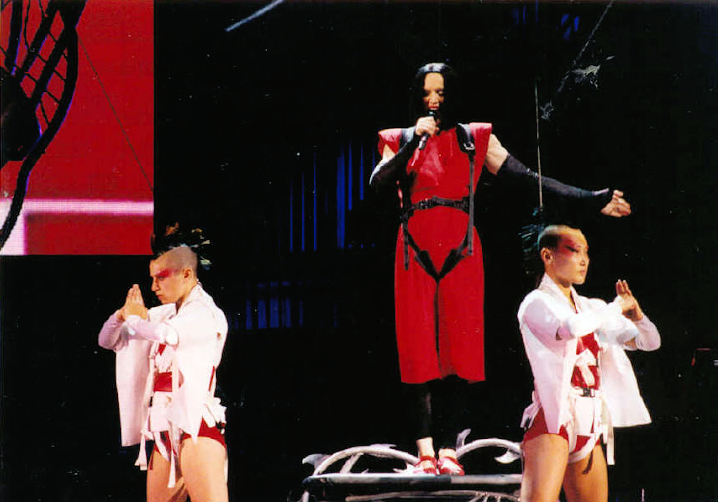
Madonna interprétant « Sky Fits Heaven » lors du Drowned World Tour en 2001

- Michael Paoletta de Billboard, a apprécié Madonna pour avoir aidé à « faire briller la 'lumière' grand public sur [le] genre de la danse » et a admis qu’il « ne peut s’empêcher d’avoir la chair de poule » de l’enregistrement[8], tandis que Rob Sheffield de Rolling Stone l’a trouvé « intéressant »[10].
- Dans le cadre de la critique de Ray of Light au lieu de son quinzième anniversaire, Stephen Sears d’Idolator a déclaré positivement qu’en plus de la piste de l’album « Skin », les deux chansons « sonnent comme une terre sur un grand système de son »[11].
- Dans la liste des « 15 plus grands non-singles de Madonna » de Slant Magazine, Sal Cinquemani et Eric Henderson ont classé « Sky Fits Heaven » à la neuvième place. Cinquemani a qualifié la chanson de merveille en raison de son « crochet céleste » et de la production impeccable d’Orbit.
- Dans son livre Kate Bush and Hounds of Love, Ron Moy n’aimait pas le rôle d'« invité » de la chanteuse sur l’enregistrement, qu’il trouvait « typique du travail de... Orbit ».
- L’auteur Matthew Rettenmund a inclus la chanson au numéro 16 sur sa liste de chansons publiées par Madonna.
- En août 2018, Billboard l’a choisie comme la 52e plus grande chanson de la chanteuse, la qualifiant de « l’une des pistes les plus ambitieuses musicalement de Madonna des années 1990, [« Sky Fits Heaven »] mélange le battement de trance avec la propulsion drum n bass, les atmsopherics ambiants et même un déchiquetage de rock léger pour un paysage sonore étonnamment flottant. Les méditations lyriques inspirées par Max Blagg de Madge frôlent parfois l’impénétrable, mais le refrain s’élève encore plus haut que prévu avec un refrain facile à comprendre qui s’inscrit pratiquement comme déterminant pour la carrière »[12].

## Performances en direct
Alors qu’elle faisait la promotion de Ray of Light le 14 février 1998, Madonna a interprété « Sky Fits Heaven », « Shanti / Ashtangi » et« Ray of Light »à la discothèque Roxy de New-York.
« Sky Fits Heaven » a également été inclus sur le Drowned World Tour de 2001, pour soutenir à la fois Ray of Light, et son huitième album studio  Music (2000).
Pour l’acte, Madonna est apparue se balançant à partir de fils dans une séquence d’inspiration japonaise. Clive Young d’AllMusic a complété l’interprétation live de la chanson par la chanteuse et a trouvé surprenant qu’elle « chante chaque note » au public.
Lors du dernier concert tenu à Los Angeles au Staples Center, Guy Ritchie, alors mari de Madonna, est apparu en tant que samouraï alors qu’il portait un maillot des Los Angeles Lakers.
La performance de la chanson le 26 août 2001 au Palace of Auburn Hills a été enregistrée et publiée dans l’album vidéo-live Drowned World Tour (sorti en 2001).

## Crédits et personnel

### Gestion
- WB Music Corp./Webo Girl Publishing, Inc. (ASCAP)

- WB Music Corp./Pas de musique tomate (ASCAP)

### Personnel
- Madonna – chant, auteur-compositeur, producteur
- Mark Endert – ingénieur du son
- Jon Englesby – ingénieur du son
- Ted Jensen – mastering
- Patrick Leonard – auteur-compositeur, producteur
- Pat McCarthy – ingénieur du son
- William Orbit – producteur
- David Reitzas – ingénieur du son
- Matt Silva – ingénieur du son

Crédits et personnel adaptés des notes officielles de l’album.